# Kontradmirał

Flaga rangowa kontradmirała

Kontradmirał (kadm.) – wojskowy stopień oficerski w polskiej Marynarce Wojennej, odpowiadający generałowi brygady w Wojskach Lądowych i Siłach Powietrznych. Jego odpowiedniki znajdują się także w marynarkach wojennych innych państw.

## Geneza
Słowo „admirał” wywodzi się od arabskiego określenia Amir el-Bahr lub też Emir el-Bahr, oznaczającego pana morza – dowódcę morskiego. W XII wieku Wenecjanie i Genueńczycy zaczęli stosować tytuł admirała, jako dowodzącego flotą podczas bitwy. Następnie wprowadzono do użycia zróżnicowanie wśród admirałów, i tak: admirał dowodził flotą wojenną, wiceadmirał był zastępcą dowodzącego marynarką wojenną, a kontradmirał – starszym na redzie (najstarszym dowódcą spośród dowódców zakotwiczonych okrętów). W niektórych państwach używany był także tytuł admirała floty, oznaczający stałego dowódcę całej marynarki wojennej, który swe obowiązki sprawował także w czasie pokoju.
Dowództwa flot zaczęto nazywać admiralicjami, które w niektórych państwach przetrwały aż do współczesności i oznaczają ministerstwa (np. Admiralicja Brytyjska) lub dowództwa sił morskich (Admiralicja Federacji Rosyjskiej). Tytuły admiralskie przekształciły się w XIII-wiecznej Francji w stopnie wojskowe. W późniejszym czasie podobne transformacje nastąpiły w innych krajach.

## Użycie
W Polsce stopień kontradmirała powstał w 1921, wraz z innymi stopniami Marynarki Wojennej. Wcześniej, od 1918, używano zapożyczonego z Wojsk Lądowych stopnia generała podporucznika marynarki. Od momentu powstania znajduje się w hierarchii między komandorem, a wiceadmirałem i jest odpowiednikiem generała brygady w Wojskach Lądowych i Siłach Powietrznych. 
Stopień wojskowy kontradmirała jest zaszeregowany dla grup uposażenia nr 17-17B. W kodzie NATO określony jest jako OF-06.
Jego odpowiednikami w marynarkach wojennych innych państw są m.in.:
- Rear Admiral (Lower Half) – Stany Zjednoczone;
- Commodore – Wielka Brytania;
- Contre-Amiral – Francja;
- Contrammiraglio – Włochy;
- Commandeur – Holandia;
- Flotillenadmiral – Niemcy.